# Мишко, Григорий Семёнович
Григорий Семёнович Мишко (1892, Таврическая губерния, Российская Империя — 24 июля 1920, Таврическая губерния, РСФСР) — участник севастопольского подполья в годы Гражданской войны.

## Биография

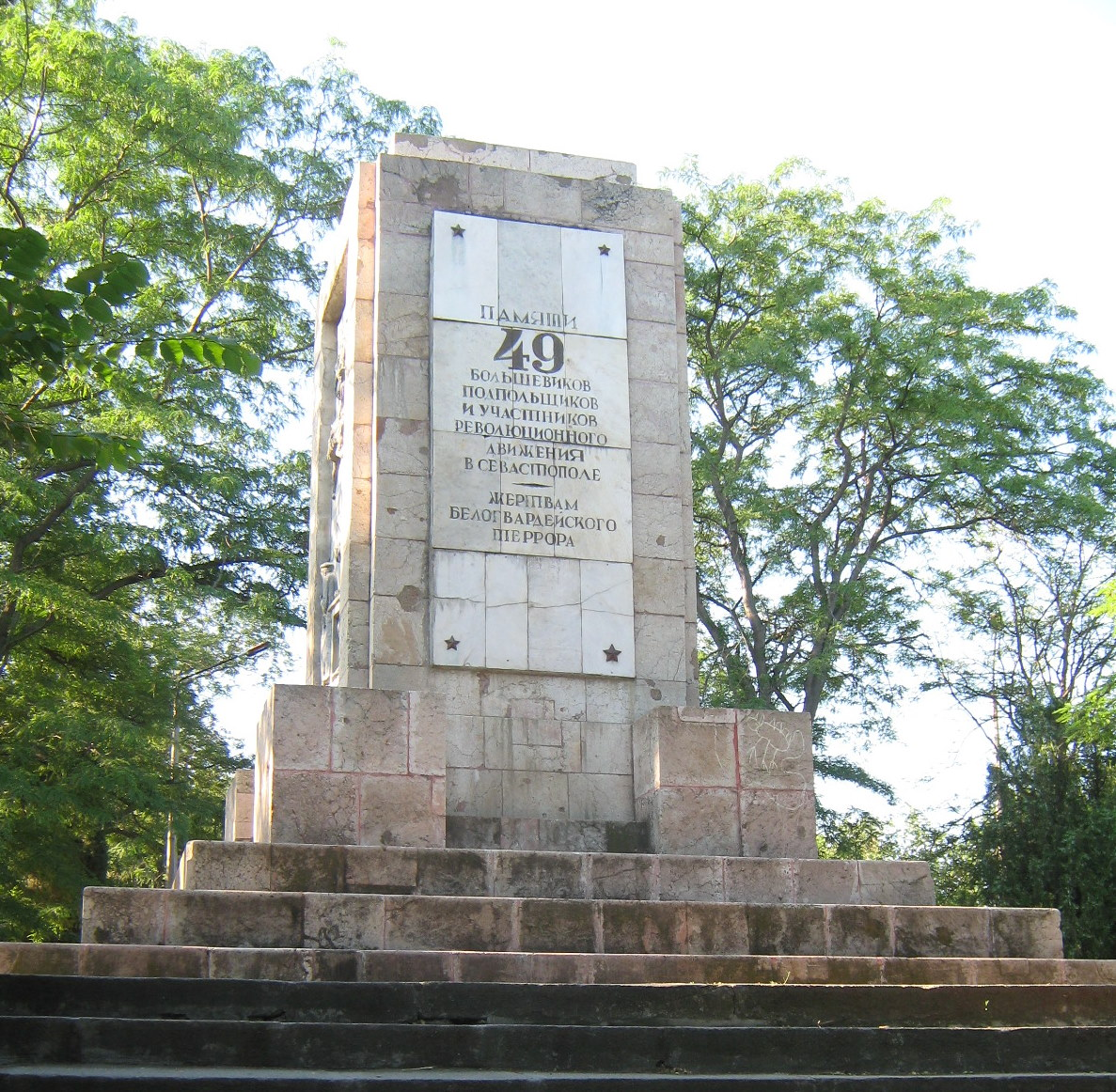
Памятник 49 коммунарам

Рабочий слесарно-сборочной мастерской порта, член РКП(б). В декабре 1918 — апреле 1919 входил в состав 1-го Севастопольского подпольного полка. В 1919 году работал в профсоюзе водников, где с октября входил в подпольную группу, созданную при профсоюзе. Руководил одной из подпольных групп в Севастополе, которая, предположительно, имела связь с Закордотом (Закордонным отделом) при ЦК КП(б)У.
Арестован морской контрразведкой Вооружённых сил юга России 8 июня 1920 вместе с другими подпольщиками. Расстрелян 24 июля 1920 года. Останки Мишко после Гражданской войны перезахоронены в братской могиле у южных ворот на кладбище Коммунаров в Севастополе. В 1937 году на ней по проекту архитектора М. А. Садовского воздвигнут памятник 49 коммунарам (указан как Мишко Г.).